# Zographus hieroglyphicus
Zographus hieroglyphicus är en skalbaggsart som beskrevs av Gerstaecker 1855. Zographus hieroglyphicus ingår i släktet Zographus och familjen långhorningar.
Artens utbredningsområde är:
- Kenya.
- Malawi.
- Moçambique.

Inga underarter finns listade i Catalogue of Life.